# 양숙공
양숙공(襄肅公/良淑公/良肅公)은 시호의 하나이다.

## 양숙공(襄肅公)

### 고려
- 최홍재(崔弘宰, ? ~ 1135년)

### 조선
- 어세공(魚世恭, 1432년 ~ 1486년)
- 이경하(李景夏, 1811년 ~ 1891년)[1]

## 양숙공(良淑公)

### 고려
- 임유(任濡, 1149년 ~ 1212년)

## 양숙공(良肅公)

### 고려
- 허숭(許嵩, ? ~ 1312년)